# SummerSlam 2004
SummerSlam 2004 è stata la diciassettesima edizione dell'evento annuale in pay-per-view SummerSlam prodotto dalla World Wrestling Entertainment. L'evento si è svolto il 15 agosto 2004 presso l'Air Canada Centre di Toronto. Allo show hanno preso parte sia Raw che SmackDown!.
Il match principale dell'evento, per quanto riguarda il roster di Raw, fu quello per il World Heavyweight Championship tra il campione Chris Benoit e lo sfidante Randy Orton, vinto da Orton per schienamento dopo l'esecuzione della RKO. Per quanto riguarda il roster di SmackDown!, l'incontro principale fu quello per il WWE Championship tra il campione John "Bradshaw" Layfield e lo sfidante The Undertaker, che il primo ha vinto per squalifica. Altri match importanti dell'undercard furono Kurt Angle contro Eddie Guerrero e Triple H contro Eugene.

## Storyline
A Vengeance, Chris Benoit sconfisse Triple H mantenendo il World Heavyweight Championship. Nella puntata di Raw del 26 luglio, Randy Orton vinse una battle royal a 20 uomini, eliminando per ultimo Chris Jericho, ottenendo il diritto di affrontare Benoit a SummerSlam per il titolo. La settimana seguente a Raw, l'Evolution (Orton, Batista e Ric Flair) sconfissero Benoit, Edge e Chris Jericho quando Orton schienò Benoit dopo averlo colpito con una RKO. Nella puntata di Raw del 9 agosto, Benoit sconfisse Orton e Triple H in un handicap match per squalifica.
A The Great American Bash, JBL sconfisse Eddie Guerrero in un Texas Bullrope match per vincere il WWE Championship. Nella puntata di SmackDown! del 22 luglio, JBL sconfisse un jobber mantenendo il titolo. Dopo l'incontro, The Undertaker sfidò JBL in un match a SummerSlam. Nella puntata di SmackDown! del 5 agosto, JBL chiamò The Undertaker, ma si presentò un midget vestito da The Undertaker. In seguito il vero Undertaker apparve e attaccò JBL, fino a quando intervenne Orlando Jordan per aiutarlo. La settimana successiva, The Undertaker sconfisse Orlando Jordan per squalifica a causa dell'interferenza di JBL che aveva colpito Undertaker con la Clothesline from Hell.
La seconda rivalità principale del roster di SmackDown! fu tra Eddie Guerrero e Kurt Angle. Le avversità nacquero  a WrestleMania XX, quando Guerrero sconfisse Angle difendendo con successo il WWE Championship. Guerrero perse il titolo contro John "Bradshaw" Layfield (JBL) a giugno, quando Angle, allora general manager di SmackDown!, tolse il titolo a Guerrero e dichiarò vincitore JBL. Tre settimane più tardi, il 15 luglio a SmackDown!, JBL sconfisse Guerrero in uno Steel Cage match rimanendo campione. Verso la fine dell'incontro, El Gran Luchadore (Angle), interferì, permettendo a JBL di uscire dalla gabbia e vincere l'incontro. Dopo il match, Guerrero attaccò El Gran Luchadore e gli tolse la maschera rivelando essere Kurt Angle. La settimana seguente a SmackDown!, Vince McMahon annunciò che Angle avrebbe affrontato Guerrero a SummerSlam.
La seconda rivalità principale del roster di Raw fu tra Triple H e Eugene. La rivalità iniziò il 17 maggio a Raw, durante un segmento con The Rock, Eugene disse che il suo wrestler preferito era Triple H, in quanto Eugene adorava "giocare". Sfruttando quel momento, Triple H divenne amico di Eugene e lo fece entrare nell'Evolution come membro onorario. Tuttavia, Triple H rivelò che era una strategia per sfruttare Eugene nel tentativo di vincere il World Heavyweight Championship contro Chris Benoit. A Vengeance, il piano di Triple H fallì, Eugene lo colpì inavvertitamente con la sedia e permise a Benoit di vincere l'incontro. La sera successiva a Raw, Triple H lo attaccò brutalmente e la settimana seguente, Eugene costò a Triple H la sua rivincita con Benoit. In seguito a ciò, Triple H chiese al general manager, Eric Bischoff di sancire un incontro tra i due a SummerSlam, richiesta che venne accettata da Bischoff.

## Evento

### Match preliminari
Prima della messa in onda dell'evento, Rob Van Dam sconfisse René Duprée in un match registrato a Sunday Night Heat.
il primo match fu un Six-man Tag Team match tra i Dudley Boyz (Bubba Ray Dudley, D-Von Dudley e il Cruiserweight Champion Spike Dudley) contro Rey Mysterio e i WWE Tag Team Champions Billy Kidman e Paul London. Spike schienò Kidman dopo l'esecuzione della 3D di Bubba Ray e D-Von, ottenendo la vittoria per il suo team.
Il match successivo fu il "Till Death Do Us Part" match tra Kane e Matt Hardy. Hardy prese il controllo della contesa dopo aver colpito Kane prima con la Twist of Fate e poi con il gong. Kane  contrattaccò un tentativo di suplex da parte di Hardy in una Chokeslam dalla terza corda, con la quale vinse il match. In conseguenza della stipulazione, Lita fu costretta a sposare Kane, come parte della storyline.
Il terzo match fu il primo del Best of Five Series per lo United States Championship tra il campione Booker T e John Cena. Nella prima parte dell'incontro, Cena prese il vantaggio su Booker. Verso la fine della contesa, Booker eseguì lo Scissors Kick su Cena, che a sua volta contrattaccò con la F-U, vincendo il match.
Il match che seguì fu quello valevole per l'Intercontinental Championship tra il campione Edge e gli sfidanti Batista e Chris Jericho. Durante l'incontro, Edge e Jericho eseguirono un doppio suplex su Batista. Edge colpì Jericho con una Spear per poi schienarlo e mantenere il titolo.
Il quinto match fu la sfida tra Kurt Angle e Eddie Guerrero. Angle si portò in vantaggio su Guerrero all'inizio della contesa. Verso metà incontro, l'arbitro fu a terra e di conseguenza, Guerrero si tolse uno stivale e lo usò per colpire Angle e Luther Reigns (a bordo ring in favore di Angle). Il match si concluse quando Angle contrattaccò il Frog Splash di Guerrero e lo forzò a arrendersi all'Ankle Lock.
Il match seguente fu tra Triple H e Eugene. All'inizio del match, Triple H cercò di attaccare la ring announcer Lilián García, come distrazione per attaccare Eugene. Eugene contrattaccò gli attacchi di Triple H, eseguendo una Rock Bottom. Durante l'incontro, Ric Flair tentò di interferire nella contesa, ma venne espulso. Mentre stava andando nel backstage, Flair fu colpito da William Regal con un paio di tirapugni. Triple H effettuò un Pedigree su Eugene per vincere il match.

### Match principali
Il sesto match fu quello valido per il WWE Championship tra il campione John "Bradshaw" Layfield e The Undertaker. JBL e The Undertaker iniziarono l'incontro fuori dal ring. A metà contesa, dopo che l'arbitro fu messo a terra, Orlando Jordan passò il titolo a JBL, che usò per colpire Undertaker. The Undertaker venne squalificato dopo aver colpito JBL con il titolo, a causa di ciò JBL mantenne il WWE Championship. In seguìto, The Undertaker eseguì una Chokeslam su JBL sopra il coffino della limousine di quest'ultimo.
Il main event fu quello valevole per il World Heavyweight Championship tra il campione Chris Benoit e lo sfidante Randy Orton. Orton tentò di eseguire la Sharpshooter ai danni di Benoit, ma quest'ultimo applicò la Sharpshooter su Orton. Più tardi nell'incontro, Benoit mise a segno sette German suplex. Verso la fine della contesa, Benoit provò a applicare la Crippler Crossface, ma Orton la contrattaccò eseguendo una RKO, che gli valse la conquista del titolo. Dopo il match mentre Orton stava celebrando la sua vittoria, Benoit tornò nel ring e offrì a Orton una stretta di mano, dicendogli di "essere un uomo", la quale venne accettata da Orton.

### Divas Dodgeball
L'evento ospitò anche il primo Divas Dodgeball della storia della WWE, ossia un incontro di dodgeball tra le Divas di Raw e le aspiranti wrestler del Diva Search. Il Team Dream (Joy Giovanni, Amy Weber, Maria Kanellis, Tracie Wright, Michelle McCool e Christy Hemme) sconfisse il Team Diva (Stacy Keibler, Nidia, Victoria, Molly Holly, Jazz e Gail Kim). Per equiparare il numero delle sfidanti nelle due squadre (Carmella DeCesare non prese parte al Team Dream), la Women's Champion Trish Stratus fece da coach alla sua squadra (Team Diva) senza partecipare all'incontro.

## Conseguenze
Nella puntata di Raw successiva a SummerSlam, Randy Orton sconfisse Chris Benoit mantenendo il World Heavyweight Championship. Dopo il match, l'Evolution (Batista, Ric Flair e Triple H), arrivarono per festeggiare Orton. Batista sollevò Orton in spalla, Triple H fece il pollice verso, ordinando a Batista di farlo cadere. Batista e Flair attaccarono Orton e Triple H disse che Orton non era nessuno senza l'Evolution. Nella puntata di Raw del 23 agosto, Triple H disse a Orton di dargli il titolo o "avrebbe dovuto pagarla". Orton rifiutò e sputò in faccia a Triple H per poi colpirlo con il titolo diventando un face. Il general manager di Raw Eric Bischoff, annunciò un incontro tra Orton e Triple H per Unforgiven. A Unforgiven, Orton perse il titolo dopo essere stato schienato da Triple H.
La rivalità tra John "Bradshaw" Layfield (JBL) e The Undertaker continuò. Le settimane successive a SmackDown!, JBL indossò un tutore per il collo, per significare che stava recuperando dall'infortunio perpetrato da The Undertaker con la chokeslam. Nella puntata di SmackDown! del 26 agosto, Orlando Jordan difese il WWE Championship per JBL contro The Undertaker. The Undertaker vinse il match per squalifica in seguito all'interferenza di JBL; di conseguenza, JBL mantenne il titolo. La settimana successiva a SmackDown!, il general manager Theodore Long annunciò un Last Ride match per No Mercy tra JBL e The Undertaker. A No Mercy, JBL sconfisse The Undertaker grazie all'aiuto di Heidenreich.

## Risultati
| #    | Match                                                                        | Stipulazioni                                                 | Durata |
| ---- | ---------------------------------------------------------------------------- | ------------------------------------------------------------ | ------ |
| Heat | Rob Van Dam ha sconfitto René Duprée                                         | Single match                                                 | 06:07  |
| 1    | I Dudley Boyz hanno sconfitto Billy Kidman, Paul London e Rey Mysterio       | Six-man tag team match                                       | 08:06  |
| 2    | Kane ha sconfitto Matt Hardy (con Lita)                                      | Single match per il matrimonio di Lita                       | 06:08  |
| 3    | John Cena ha sconfitto Booker T (c)                                          | Single match per il WWE United States Championship           | 06:25  |
| 4    | Edge (c) ha sconfitto Batista e Chris Jericho                                | Triple threat match per il WWE Intercontinental Championship | 08:26  |
| 5    | Kurt Angle (con Luther Reigns) ha sconfitto Eddie Guerrero per sottomissione | Single match                                                 | 13:38  |
| 6    | Triple H ha sconfitto Eugene                                                 | Single match                                                 | 14:06  |
| 7    | JBL (c) (con Orlando Jordan) ha sconfitto The Undertaker per squalifica      | Single match per il WWE Championship                         | 17:37  |
| 8    | Randy Orton ha sconfitto Chris Benoit (c)                                    | Single match per il World Heavyweight Championship           | 20:10  |